# دنیاگیری کووید-۱۹ در سوریه
دنیاگیری کووید-۱۹ در سوریه بخشی از دنیاگیری بیماری کروناویروس ۲۰۱۹ در جهان است. اولین مورد تأیید شده در سوریه در ۲۲ مارس ۲۰۲۰ اعلام شد.